# ヴァレリー・ポリャンスキー
ヴァレリー・クジミチ・ポリャンスキー（ロシア語: Валерий Кузьмич Полянский, ラテン文字転写: Valery Kuzmich Polyansky, 1949年4月19日 - ）は、ソビエト連邦、ロシアの指揮者、合唱指揮者、音楽教師。モスクワ音楽院室内合唱団の創設者であり、同団の後継であるロシア国立シンフォニー・カペラ(オーケストラと合唱団の複合組織)の芸術監督兼首席指揮者を務める。モスクワ音楽院教授。ロシア連邦人民芸術家(1996年授与)。ロシア連邦国家賞受賞者(1995年受賞)。

## 概要
モスクワに生まれる。1967年にモスクワ音楽院附属音楽学校を卒業し、モスクワ音楽院に入学、合唱指揮をボリス・クリコフに、オペラ・交響楽指揮をオディッセイ・ディミトリアディに学ぶ。音楽院卒業後、更に研究科へと進み、ゲンナジー・ロジェストヴェンスキーに師事し、大きな影響を受ける。
音楽院在学中の1971年に、同校の生徒を中心としたモスクワ音楽院室内合唱団(ロシア語: Камерный хор Московской государственной консерватории)を結成し、育成に務める。1975年にイタリアのアレッツォで開催された国際ポリフォニー合唱コンクールに同合唱団を率いて参加、最上位となり合唱指揮者として国外でも認められた。同合唱団のメンバーを中核とするソヴィエト国立文化省室内合唱団(ロシア語: Государственный Камерный хор  Министерства культуры СССР、英語: USSR Ministry of Culture Chamber Choir)が結成された後も、引き続き指揮者を務め、メロディアを中心にボルトニャンスキー、チャイコフスキー、ラフマニノフなどのロシア合唱諸作品を録音している。
合唱指揮と並行して、オーケストラ指揮も精力的にこなし、合唱団設立と同じ1971年にモスクワ･オペレッタ劇場の指揮者陣に加わり、1977年まで活動、同年から1980年まではボリショイ劇場でも活躍した。
1992年、それまで師のロジェストヴェンスキーが指揮者を務めていたソヴィエト国立文化省交響楽団と、自らが率いるソヴィエト国立文化省室内合唱団が合併し、ロシア国立シンフォニー・カペラとして再編され、ポリャンスキーはその芸術監督兼首席指揮者の座に就いた。新たな組織となってからは、シャンドス・レーベルを中心に合唱作品を含む多くの録音を行っている。
ロシア国外では、特にスウェーデンのヨーテボリでの活動が活発で、「エフゲニー・オネーギン」などオペラ指揮が高い評価を受け、同地の「オペラの夜」音楽祭の首席指揮者を務めている。
娘はピアニストのタチヤナ・ポリャンスカヤ。

## 主な受賞と栄誉
- ロシア連邦共和国功労芸術労働者(1989年)
- ロシア連邦国家賞(1995年)
- ロシア連邦人民芸術家(1996年)
- 祖国貢献勲章4等(2007年)
- 名誉勲章
- ラドネジの聖セルギイ勲章

## 主な録音
- ロシア国立シンフォニー・カペラの項参照。